# Маллоросо
Маллоросо — горная вершина на юго-западе республики Дагестан.
Маллоросо находится на территории Тляратинского района. Высота горы составляет 3 487 метров над уровнем моря. Ближайший населённый пункт — село Тохота.
Средняя температура составляет −1 °C. Самый теплый месяц — август при средней температуре 14 °C, а самый холодный — январь при средней температуре −15 °C. Среднее количество осадков составляет 829 миллиметров в год. Самый влажный месяц — май (100 мм осадков), а самый сухой — август (33 мм осадков).